# Dipodillus harwoodi
Il dipodillo di Harwood (Dipodillus harwoodi) è una specie di gerbillo.

## Distribuzione e habitat
Questa specie è diffusa nella Rift Valley, in territorio keniano e tanzaniano.
Popola la savana ed altri ambienti aperti e secchi.

## Conservazione
Le popolazioni sono abbondanti e disperse su un ampio territorio per cui questa specie viene ritenuta non minacciata.